# 斜额夜蛾属
斜额夜蛾属（学名：Antha）为夜蛾科的一个属。

## 下属物种
本属包括以下物种：
- 斜额夜蛾 Antha grata (Butler, 1881)
- Antha rotunda (Hampson, 1895)